# Mo Jen
Pour les articles homonymes, voir Jen.
Mo Jen (墨人), de son vrai nom Chang Wan-hsi, est un écrivain chinois né en 1920 à Jiujiang dans la province de Jiangxi, dans le Sud de la Chine. Il vit aujourd'hui à Taipei.
Écrivain fécond et poète reconnu, il a publié une cinquantaine d'ouvrages (romans, poèmes, nouvelles et essais).
Poussière rouge, l'un de ses romans les plus réputés, est le premier à être traduit en français.

## Œuvres
- Poussière rouge, éditions You-Feng, 2004  (ISBN 2-84279-146-0).